# Peter Douglas
Peter Vincent Douglas est un producteur de cinéma, réalisateur, scénariste et acteur américain né le 23 novembre 1955 à Los Angeles en Californie.

## Biographie
Peter Douglas est le troisième fils de Kirk Douglas, issu de son second mariage avec Anne Buydens. Il a quatre enfants : Kelsey, Tyler, Ryan et Jason.

## Filmographie

### comme producteur
- 1980 : Nimitz, retour vers l'enfer (The Final Countdown)
- 1983 : La Foire des ténèbres (Something Wicked This Way Comes)
- 1985 : Fletch aux trousses (Fletch)
- 1985 : Amos (TV)
- 1987 : A Tiger's Tale (en)
- 1988 : Tu récolteras la tempête (en) (Inherit the Wind) (TV)
- 1989 : Autant en emporte Fletch ! (Fletch Lives)
- 1994 : L'ennemi est parmi nous (The Enemy Within) (TV)

### comme réalisateur
- 1987 : A Tiger's Tale (en)

### comme scénariste
- 1987 : A Tiger's Tale (en)

### comme acteur
- 1980 : Nimitz, retour vers l'enfer (The Final Countdown) : Quartermaster

## Récompenses et nominations

### Récompenses
- Emmy Awards 1988 : Meilleur téléfilm pour Tu récolteras la tempête (en) (en tant que producteur)